# Philip Sidney
Sir Philip Sidney (ur. 30 listopada 1554, zm. 17 października 1586) – angielski poeta i prozaik.
Syn hrabiego Leicester. Był humanistą i dworzaninem królowej Elżbiety. 
Po ukończeniu w roku 1570 studiów humanistycznych na Uniwersytecie Oksfordzkim uzyskał pozwolenie na podróż do Francji na dwór królewski, który opuścił po rzeźi hugenotów. Następnie podróżował po Niemczech, Austrii i Włoszech. Podczas pobytu w Wenecji poznał Tintoretta i Veronese.
W 1574 roku odwiedził Polskę. W Wenecji studiował astronomię i geometrię, następnie zajmował się naukami ścisłymi, korespondując m.in. z uczonym Hubertem Languefem. Poległ w bitwie pod Zutphen w Niderlandach. Zyskał sławę jako idealny żołnierz, kochanek i dworzanin. Podobno leżąc śmiertelnie ranny na polu bitwy pod Zutphen, oddał swoją manierkę z wodą innemu rannemu, mówiąc: „Twoja potrzeba jest większa od mojej” (ang. Thy need is greater than mine).
Pozostawił po sobie romans pasterski prozą Arcadia (1590), cykl sonetów miłosnych Astropel and Stella (1591) oraz rozprawę teoretyczną Obrona poezji (1595, polski przekład z 1933), w której głosił prawo poety do wyobraźni i fantazji przetwarzającej rzeczywistość.

## Przekłady
Polskie przekłady wierszy Philipa Sidneya znajdują się w antologiach Poeci języka angielskiego, tom I, (Warszawa 1969), Jerzy Pietrkiewicz, Antologia liryki angielskiej 1300-1950, Warszawa 1997 i Od Chaucera do Larkina, Przekład Stanisław Barańczak, Kraków 1993. Cykl Astrofel i Stella został wydany w osobnej edycji w Czechach. Fragmenty Obrony poezji zamieszczone zostały w tomie Poetyka okresu renesansu.